# José Farré Morán
José Farré Morán fue una personalidad clave en el desarrollo de los servicios sociales en España y para el reconocimiento, por la legislación española, de los derechos políticos y civiles de las personas con discapacidad.

## Reseña biográfica

### Nacimiento y muerte
José Farré Morán nació en 1928 en la localidad de Torredembarra, provincia de Tarragona, España, donde falleció el 13 de abril de 2015, a los 87 años de edad.

### Desarrollo profesional
Fue nombrado, por Jesús Aparicio Bernal, Jefe de Distrito de Barcelona del Sindicato Español Universitario (SEU), el sindicato universitario franquista, a principios de la década de los sesenta.
A lo largo de su extensa trayectoria profesional, José Farré desarrolló diversos puestos de responsabilidad en la Administración General del Estado español y en la Seguridad Social de España, con diferentes gobiernos de distinto color político. Demostró siempre una gran capacidad de trabajo y un estilo resolutivo, caracterizado por su honestidad y por su saber hacer.
Fue director general de Acción Social, en el Instituto Nacional de Asistencia Social, así como director del Servicio de Rehabilitación y Recuperación de Minusválidos (SEREM), organismo predecesor del Imserso (Instituto de Mayores y Servicios Sociales). Por ello, José Farré está reconocido como un pionero en el impulso de los Servicios Sociales en España.
En la Cruz Roja Española fue secretario general y vicepresidente de Acción Social.

### Gerente nacional del PPO
En la década de los años sesenta del siglo XX arrancó y afianzó uno de los proyectos más ambiciosos de la época: el Programa de Promoción Profesional Obrera Archivado el 31 de mayo de 2015 en Wayback Machine., más conocido por sus siglas: el PPO. Este Programa posibilitó la formación a gran escala de la sociedad española adulta, tanto trabajadores en activo como sin empleo.
Como Gerente Nacional del PPO creó una infraestructura con presencia en todas las provincias españolas, desde la que se planificaron y desarrollaron cursos formativos, que la sociedad demandaba, en sectores como el industrial o el de servicios. También en el Ejército se preparó, para la vida laboral, a miles de soldados de reemplazo. Asimismo, en los centros penitenciarios el Programa formaba a los presos para facilitar su integración social tras el cumplimiento de la pena. Las actividades del PPO llegaron además a las zonas rurales más abandonadas del país (pueblos de menos de 500 habitantes) formando a pastores, artesanos, tractoristas, etc., durante horarios nocturnos, en escuelas y locales municipales o parroquiales.
Posteriormente, en los años setenta, el PPO fue convertido en el Instituto Nacional de Empleo (INEM) y, en la actualidad, en el Servicio Público de Empleo (SEPE).

### Director general del SEREM
Desde 1972, José Farré fue el primer director general del Servicio de Recuperación y Rehabilitación de Minusválidos Físicos y Psíquicos de la Seguridad Social (Serem), creado por una Orden ministerial de 24 de noviembre de 1971. Desde este cargo desplegó la puesta en marcha y consolidación de las prestaciones y servicios a personas con discapacidad.
En el año 1974, siendo director general del Serem, puso en marcha la revista “Minusval”, que más tarde se transformaría en la actual “Autonomía Personal (enlace roto disponible en Internet Archive; véase el historial, la primera versión y la última).”.
Posteriormente, por Real Decreto-ley 36/1978, de 16 de noviembre, el Serem, junto con el Servicio de la Tercera Edad, dio lugar al Inserso, actual Imserso (Instituto de Mayores y Servicios Sociales), del que también fue director general un breve periodo de tiempo, de marzo a diciembre de 1981.

### Reconocimiento legal de los derechos de las personas con discapacidad
José Farré destacó fue por su lucha por el reconocimiento legal de los derechos de las personas con discapacidad. Impulsó activamente la Ley de Integración Social de los Minusválidos (LISMI) y la realización de planes específicos en el ámbito de las Administraciones Públicas para las personas con discapacidad y sus familias.
Asimismo, promovió el asociacionismo en el sector representativo de las personas con discapacidad, teniendo un protagonismo definitivo en el impulso de las reformas normativas que modernizaron el funcionamiento de la ONCE (Organización Nacional de Ciegos de España) y que definieron su estatus como entidad bajo tutela del Estado.

## Premios y reconocimientos
Obtuvo la Medalla al Mérito en el Trabajo, en su categoría Oro, así como otros muchos reconocimientos de carácter público y privado.